# Залцберген
Залцберген (њем. Salzbergen) општина је у њемачкој савезној држави Доња Саксонија. Једно је од 60 општинских средишта округа Емсланд. Према процјени из 2010. у општини је живјело 7.590 становника. Посједује регионалну шифру (AGS) 3454045.

## Географски и демографски подаци
Залцберген се налази у савезној држави Доња Саксонија у округу Емсланд. Општина се налази на надморској висини од 38 метара. Површина општине износи 53,4 km². У самом мјесту је, према процјени из 2010. године, живјело 7.590 становника. Просјечна густина становништва износи 142 становника/km².

## Међународна сарадња
| Мјесто | Држава    | Врста сарадње | Од    |
| ------ | --------- | ------------- | ----- |
| Гор    | Холандија | партнерство   | 1987. |
| Извор  |           |               |       |